# Инола (Пенсилванија)
Инола (енгл. Enola) насељено је место без административног статуса у америчкој савезној држави Пенсилванија.

## Демографија
По попису из 2010. године број становника је 6.111, што је 484 (8,6%) становника више него 2000. године.
| Група             | 2000.         | 2010.         |
| Белци             | 5.352 (95,1%) | 5.378 (88,0%) |
| Афроамериканци    | 50 (0,9%)     | 209 (3,4%)    |
| Азијати           | 49 (0,9%)     | 110 (1,8%)    |
| Хиспаноамериканци | 83 (1,5%)     | 242 (4,0%)    |
| Укупно            | 5.627         | 6.111         |